# Jeff Sarwer

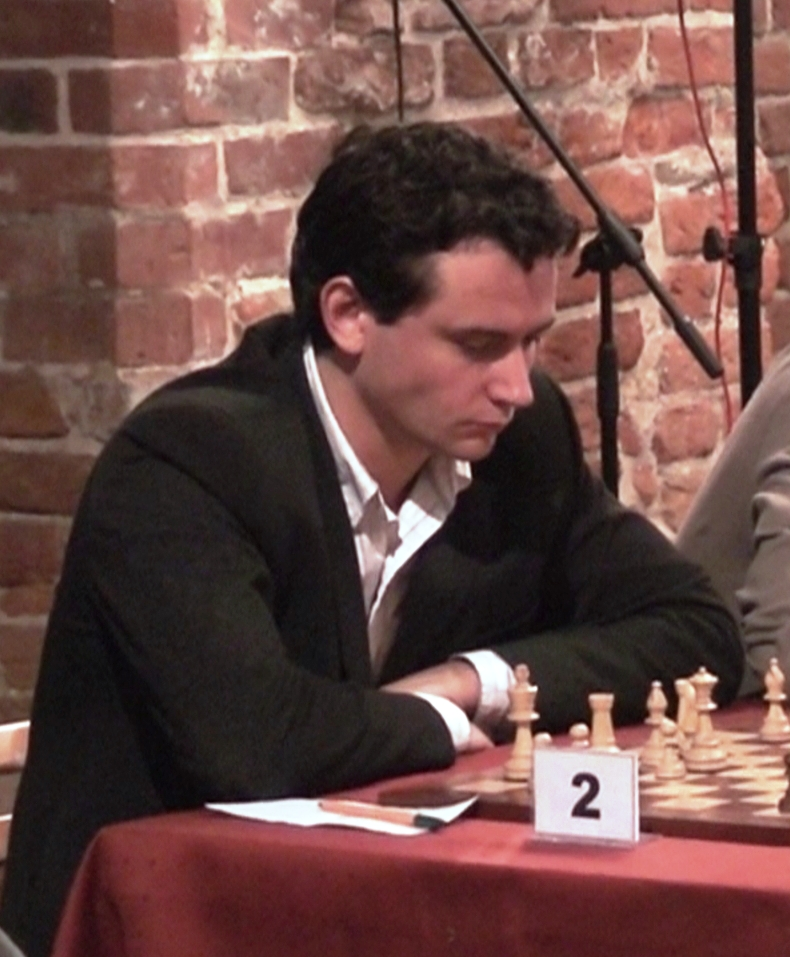
Jeff Sarwer (2007)

Jeff Sarwer (* 14. Mai 1978 in Kingston, Ontario) ist ein kanadisch-finnischer Schachspieler.
Sarwers auf Angriff fokussiertes Spiel wurde oft mit dem Spiel Bobby Fischers verglichen. Ein Turnierspiel gegen Joshua Waitzkin, das mit einem Remis endete, war die Inspiration für den Höhepunkt im Film Searching for Bobby Fischer.
Sarwer gewann 1986 als Teilnehmer für Kanada in Puerto Rico den Jugend-WM-Titel für unter 10-jährige.

## Frühe Karriere
Geboren in Kingston, Ontario als Sohn einer finnischen Mutter und eines kanadischen Vaters, lernte er die Regeln für Schach im Alter von vier Jahren von seiner sechs Jahre alten Schwester Julia. Im Alter von sechs Jahren fing er an, im Manhattan Chess Club zu spielen, dessen Manager Bruce Pandolfini so begeistert von ihrem Spiel war, dass er Sarwer und seiner Schwester eine lebenslange Mitgliedschaft gewährte.
Sarwer spielte seit seinem siebten Lebensjahr jedes Jahr am Canada Day beim sogenannten Simultanschach gegen 40 Spieler gleichzeitig in Parliament Hill in Ottawa. Er trat auch im Washington Square Park in New York City auf, wo er Schnellschach spielte.

## Medienauftritte
Als Sarwer sieben Jahre alt war, fiel dem Großmeister Edmar Mednis der Enthusiasmus auf, den der siebenjährige für das Spiel hatte. Er lud ihn ein, das Weltmeisterschaftsspiel zwischen Garri Kasparow und Anatoli Karpow für den Sender PBS zu analysieren. Sarwer und seine Schwester (die auch den Weltmeisterschaftstitel für unter 10-jährige Mädchen gewonnen hat) kommentierten auch das Rematch 1987. Danach erlangten die beiden Kinder Bekanntheit in den Medien und traten in verschiedenen Talkshows auf. Außerdem wurde eine Dokumentation über die beiden gedreht.
Magazine wie GQ und Sports Illustrated veröffentlichten Artikel über Sarwer und seine Familie, deren Fokus häufig auf den seltsamen Lebensstil der Familie gerichtet war. Auch über seine Sicherheit und seine Schachkarriere wurde in Verbindung mit seinem Vater kritisch berichtet.

## Vanity-Fair-Artikel
Jeffs Vater untersagte ihm, seine Schachkarriere fortzusetzen, als für ihn absehbar wurde, dass er die Karriere seines Sohnes nicht vollständig kontrollieren konnte. Er zog mit der Familie weg aus New York und bekam Probleme mit der Children’s Aid Society von Ontario. Ein Artikel, den John Colapinto für das Vanity Fair Magazine schrieb, beschreibt die Kindesmisshandlungen an Jeff und Julia. Als Resultat wurden die Geschwister von der C.A.S. dem Vater weggenommen und unter deren Schutz gebracht.
Jeff und Julia flohen aber von der C.A.S. zurück zu ihrem Vater und versteckten sich gemeinsam vor den Behörden, um nicht wieder weggenommen zu werden. Die Familie Sarwer lebte von da an in verschiedenen Ländern in Anonymität.

## Das Königsspiel – Ein Meister wird geboren
1993 wurde der Film Das Königsspiel – Ein Meister wird geboren veröffentlicht, in dem Jeff Sarwer von dem Charakter „Jonathan Poe“ dargestellt wird. In dem letzten Spiel des Films schlägt Poe das Angebot eines Unentschieden aus und verliert am Ende. In der Realität hatte Sarwer zwar das Angebot von Josh Waitzkin zu einem Unentschieden abgelehnt, das Spiel endete aber ein paar Züge später trotzdem mit einem Unentschieden. Nach den Regeln für Turnier-Feinwertungen wurde entschieden, dass Waitzkin der erste Platz zugesprochen wird, da er im Turnierverlauf gegen anspruchsvollere Gegner spielen musste. Allerdings wurden die beiden Co-Champions für den Bereich US Primary School. Als das Turnier gespielt wurde, war Sarwer sieben Jahre und Waitzkin war neun Jahre alt.

## Wiederauftauchen
Im September 2007 tauchte Sarwer wieder in der Schachszene auf. Offenbar ohne vorher trainiert zu haben, nahm er an einem 30-Minuten-Semi-Schnellschachturnier im Schloss Marienburg in Polen teil. Er beendete das Turnier als Drittplatzierter mit 7/9 Punkten in einer Gruppe mit 86 Spielern, von denen vier Großmeister waren.
Da er kein aktives Schachranking hatte, wurde ihm eine provisorische Elo-Zahl von 2250 gegeben.
Im Januar 2010 gab Sarwer Chess Life Online ein Interview, in dem er ausführlich über seine Erfahrungen von dem Turnier und seinem momentanen Leben in Europa berichtete.
Im August 2010 veröffentlichte das Sunday Times Magazine einen Artikel über Sarwer, in dem er über die Methoden seines Vaters, seine Schachkarriere und sein Wiedererscheinen in der Öffentlichkeit sprach. Sarwer erklärte für den Fall, dass er Schach wieder zu seiner Priorität machen würde, würde er dies machen, um Großmeister zu werden.
Im Sommer 2015 nahm Sarwer am VI. Shakkinet-Turnier in Finnland teil. Er schloss das Turnier mit 5/9 Punkten ab, was genug für eine IM-Norm war.
Seit 2015 trägt Sarwer den Titel FIDE-Meister. Seine höchste Elo-Zahl war 2344 im Juli 2015.

## Poker
Seit Dezember 2008 spielt Sarwer bei der European Poker Tour. Er hat es zwei Mal bis ins Finale geschafft und bisher ca. 500.000 Euro verdient. Im Februar 2010 schrieb das Magazin Bluff Europe einen Artikel über Sarwer und seine neue Karriere als Pokerspieler.

## Radio-Interview
Sarwer war Thema der Sendung The Interview, die von BBC World ausgestrahlt wird. In der Sendung vom 19. Dezember 2010 berichtete er über sein Leben, seine Kindheitserinnerungen und die Beziehung zu seinem Vater. Er sprach sowohl über erfolgreiche Jahre im US-Immobilienmarkt, als er gerade Anfang 20 war, und seine Erfolge mit Anfang 30 als Pokerspieler in Europa.